# 35e cérémonie des Hong Kong Film Awards
La 35e cérémonie des Hong Kong Film Awards s'est déroulée le 3 avril 2016.

## Meilleur film
- Ten Years de Ng Ka-leung, Jevons Au, Chow Kwun-wai, Fei-Pang Wong et Kwok Zune
  - Little Big Master de Adrian Kwan
  - La Bataille de la Montagne du Tigre de Tsui Hark
  - Ip Man 3 de Wilson Yip
  - Port of Call de Philip Yung

## Meilleur réalisateur
- Tsui Hark pour La Bataille de la Montagne du Tigre
  - Adrian Kwan pour Little Big Master
  - Derek Yee pour I Am Somebody
  - Wilson Yip pour Ip Man 3
  - Philip Yung pour 'Port of Call

## Meilleur scénario
- Philip Yung pour Port of Call

## Meilleur acteur
- Aaron Kwok pour Port of Call

## Meilleure actrice
- Jessie Li pour Port of Call

## Meilleur second rôle masculin
- Michael Ning pour Port of Call

## Meilleur second rôle féminin
- Elaine Jin pour Port of Call

## Meilleur film de Chine continentale ou de Taïwan
- The Assassin de Hou Hsiao-hsien